# Icehawks de Louisville
Pour les articles homonymes, voir Ice et Hawks.
Les Icehawks de Louisville sont une franchise professionnelle de hockey sur glace des États-Unis qui a existé de 1990 à 1994.

## Historique
Les Icehawks sont basés à Louisville dans le Kentucky et participent de 1990 à 1994 à la Ligue de hockey de la Côte Est. Ils jouent dans la patinoire Broadbent Arena. Au cours de leur existence, ils sont affiliés aux Whalers de Hartford de 1991 à 1993, au Lightning de Tampa Bay en 1992-1993 et aux Penguins de Pittsburgh en 1993-1994, tous membres de la Ligue nationale de hockey. Pour la saison 1995-1996, les Icehawks déménagent en Floride et deviennent les Lizard Kings de Jacksonville.

## Statistiques
| No | Saison    | PJ | V  | D  | DP | DTB | BP  | BC  | Pts | Classement               | Séries éliminatoires     | Entraîneur                    |
| -- | --------- | -- | -- | -- | -- | --- | --- | --- | --- | ------------------------ | ------------------------ | ----------------------------- |
| 1  | 1990-1991 | 64 | 31 | 29 | 4  | 0   | 251 | 309 | 66  | 4e place, division Ouest | Défaite au deuxième tour | Warren Young                  |
| 2  | 1991-1992 | 64 | 31 | 25 | 2  | 6   | 315 | 306 | 70  | 6e place, division Ouest | Finalistes               | Warren Young                  |
| 3  | 1992-1993 | 64 | 30 | 27 | 2  | 5   | 302 | 293 | 67  | 5e place, division Ouest | Non qualifiés            | Warren Young                  |
| 4  | 1993-1994 | 68 | 16 | 44 | 2  | 6   | 236 | 356 | 40  | 5e place, division Ouest | Défaite au deuxième tour | Warren Young Bill Goldsworthy |